# Westander
Westander är en svensk pr-byrå grundad 2000 av Henrik och Patrik Westander. Grundarna och ytterligare 19 medarbetare är delägare i företaget. 
Företaget flyttade 2020 till Skanskas nya kontorshöghus Sthlm 01 på Hammarbybacken i Stockholm och har cirka 40 anställda. 
Westander är aktiva i branschdebatten och har bland annat opinionsbildat för ökad öppenhet inom den professionella lobbyverksamheten.